# Cyber TRANCE presents ayu trance
Cyber TRANCE presents ayu trance – dziesiąty remiksowy album Ayumi Hamasaki. Album został wydany 27 września 2001. Znalazł się na 3. miejscu w rankingu Oricon. Sprzedano 392 000 kopii.

## Lista utworów
| #  | Tytuł                                       | Remix                                                              | Czas |
| -- | ------------------------------------------- | ------------------------------------------------------------------ | ---- |
| 1  | "Depend on you" (Svenson & Gielen remix)    | Sven Maes & Johan Gielen                                           | 4:12 |
| 2  | "M" (Above & Beyond remix)                  | Above & Beyond (Jonathan Grant, Tony McGuinness & Paavo Siljamaki) | 4:17 |
| 3  | "Trauma" (JamX & De Leon's DuMonde remix)   | JamX & De Leon                                                     | 3:51 |
| 4  | "UNITE!" (Airwave remix)                    | Airwave                                                            | 4:15 |
| 5  | "SURREAL" (Marc et Claude remix)            | Marc Romboy, Klaus Derichs & Jürgen Driessen                       | 3:10 |
| 6  | "AUDIENCE" (Darren Tate remix)              | Darren Tate for 7pm Management UK                                  | 4:17 |
| 7  | "Fly high" (VooDoo & Serano remix)          | C.J. Stone - DJ VooDoo                                             | 3:51 |
| 8  | "immature" (Koglin & Heath remix)           | Mike Koglin & Rohan Heath                                          | 4:11 |
| 9  | "evolution" (Goldenscan remix)              | Ed Goring & Mark McCormick                                         | 3:40 |
| 10 | "kanariya" (system F remix)                 | system F                                                           | 3:34 |
| 11 | "appears" (Armin van Buuren remix)          | Armin van Buuren                                                   | 4:08 |
| 12 | "Boys & Girls" (Push remix)                 | Push                                                               | 4:15 |
| 13 | "UNITE!" (Moogwai remix)                    | Moogwai                                                            | 4:16 |
| 14 | "A Song for XX" (Ferry Corsten Chilled mix) | Ferry Corsten                                                      | 4:31 |